# Ciżmówka naziemna

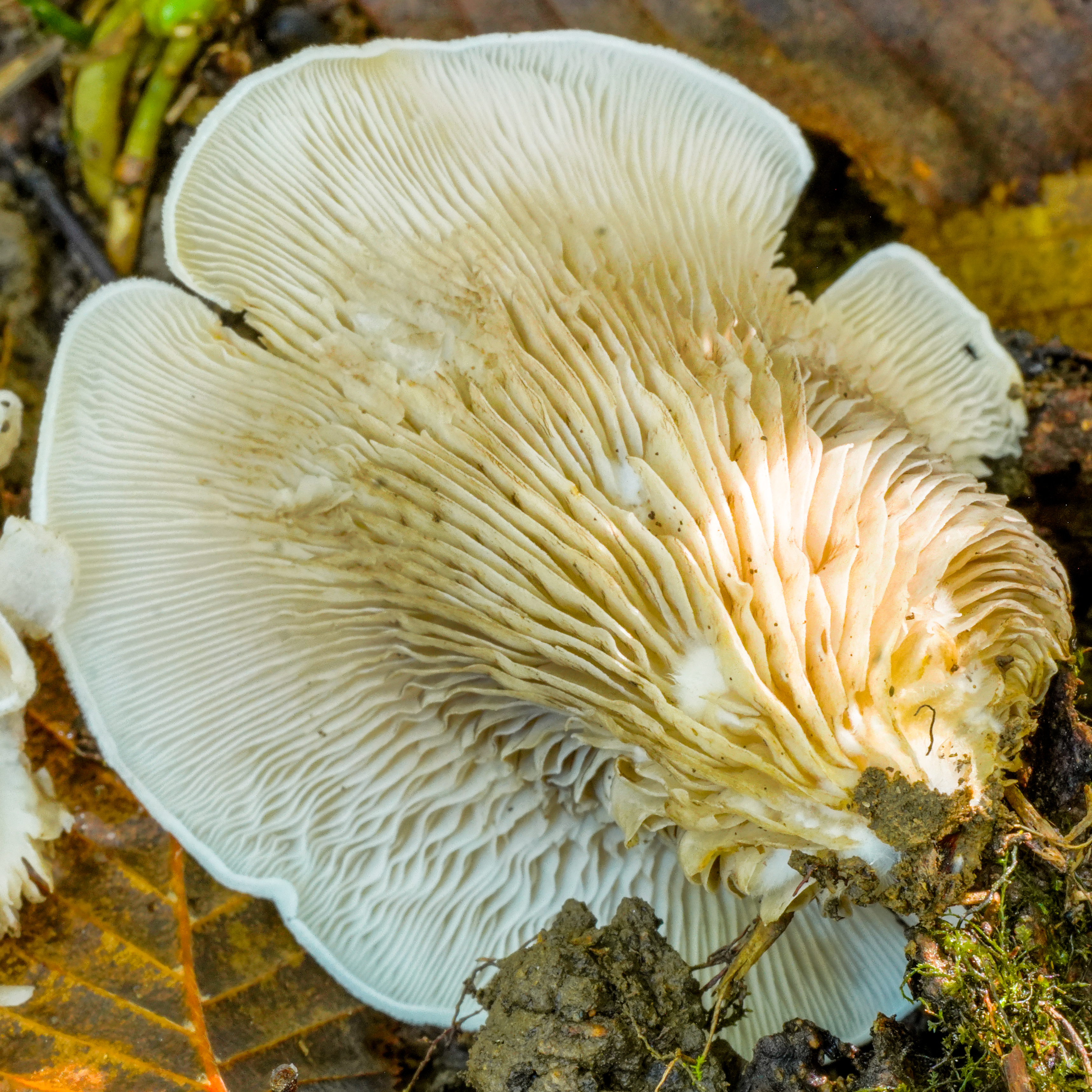

Ciżmówka naziemna (Crepidotus autochthonus (Fr.) P. Karst.) – gatunek grzybów należący do rodziny ciżmówkowatych (Crepidotaceae).

## Systematyka i nazewnictwo
Pozycja w klasyfikacji według Index Fungorum: Crepidotus, Crepidotaceae, Agaricales, Agaricomycetidae, Agaricomycetes, Agaricomycotina, Basidiomycota, Fungi.
Po raz pierwszy opisał go w 1940 r. Jakob Emanuel Lange. Brak typu nomenklatorycznego, ale w 1955 r. C. Petersen ustalił neotyp. Synonimy:
- Crepidotus autochthonus J.E. Lange 1938
- Crepidotus caspari var. autochthonus (J.E. Lange) P. Roux, Guy García & Manie 2006
- Crepidotus fragilis Joss. 1937

Nazwę polską zarekomendował Władysław Wojewoda w 2003 r.

## Morfologia
Kapelusz
O średnicy 20–40 mm, wiotki, półkolisty do okrągłego, wypukły do lejkowatego, z zagiętym, czasami płatowatym brzegiem, słabo higrofaniczny. Powierzchnia matowa, u młodych okazów wyraźnie owłosiona, później delikatnie filcowata, bruzdowana, kremowopłowa do jasnopłowej lub oliwkowopłowej, w eksykatach kremowopłowa, zamszowa, w miejscu przyczepu szczeciniasto-włóknista.
Blaszki
L=16, l=1-3, umiarkowanie do wyraźnie gęstych, o szerokości 2–3 mm, łukowate, początkowo białawe, potem płowobrązowe do tabaczkowobrązowych. Ostrza równe, czasami faliste.
Trzon ekscentryczny, czasami wyraźny, krótki i gruby, często tylko pseudotrzon. Powierzchnia biała, kosmkowata lub owłosiona.
Miąższ
Cienki, grubszy przy podstawie, białawy, kruchy, bardzo kruchy po ususzeniu. Smak łagodny.
Wysyp zarodników
Cynamonowy.
Cechy mikroskopowe
Zarodniki 7–9 × 5–6 μm, Q = 1,3–1,7, w widoku z przodu podłużne do jajowatych, w widoku z boku migdałowate z ostrym wierzchołkiem, absolutnie gładkie, raczej grubościenne, ciemno ubarwione. Podstawki 24–30(–35) × 6–10 μm, czterozarodnikowe, czasami mieszane z kilkoma dwuzarodnikowymi, ściśnięte. Cheilocystydy (11–) 20–45(–55) × 5,5–11 μm, cylindryczne do wąsko-workowatych, czasami prawie główkowate, czasami septowane, szkliste, cienkościenne. Skórka typu przejściowego między trichodermą a cutis; komórki końcowe proste, o szerokości 3–6 μm, czasami obecne są pilocystydy w kształcie cheilocystyd. Brak pigmentu. Sprzążki obecne we wszystkich częściach grzyba.
Gatunki podobne
Wśród ciżmówek w Europie jest jedynym gatunkiem rosnącym na ziemi, ponadto ma dość duże, głęboko lejkowate owocniki, gładkie, ciemnokolorowe i grubościenne zarodniki. Pod względem kształtu i struktury powierzchni podobna jest ciżmówka miękka (Crepidotus mollis).

## Występowanie i siedlisko
Podano stanowiska głównie w Ameryce Północnej i Europie, w tym także w Polsce.
Naziemny grzyb saprotroficzny. Najprawdopodobniej rośnie na ziemi zawierającej ściółkę lub resztki drewna, rzadko wyraźnie na drewnie, w lasach liściastych, prawdopodobnie głównie w lasach aluwialnych.